# Triumph der Orthodoxie (Denkmal)
Triumph der Orthodoxie (russisch Торжество православия) ist ein Denkmal auf dem Kosakenfriedhof, einem historischen Friedhof im Zentrum von Sankt Petersburg, der zum architektonischen Ensemble des Alexander-Newski-Klosters gehört. Das Kloster ist nach Alexander Newski benannt, dessen Siege in der Schlacht an der Newa und der Schlacht auf dem Peipussee als Triumph der Orthodoxie über den Katholizismus angesehen wurden.
Das Denkmal wurde 2005 auf dem Friedhof enthüllt. Es wurde errichtet zum Gedenken an alle während der kommunistischen Christenverfolgung für den orthodoxen Glauben Gestorbenen, Geistliche und Laien. Das Denkmal ist ein drei Meter hohes Nowgoroder Kreuz aus Granit, das von Ewelina Solowjowa entworfen wurde.

Darstellung eines Nowgoroder Kreuzes (russisch Новгородский крест)

Auf der Vorderseite ist eine Zeile aus dem Lukasevangelium eingraviert (Lukas 20,38 ), auf der Rückseite des Kreuzes ist zu lesen:

„"За Веру Христову пострадавшим священнослужителям, монашествующим и мирянам, новомученикам и проповедникам. Страданиями вашими да утвердится Русь". / dt. etwa: „Den für den Glauben Christi sich opfernden Klerikern, Mönchen und Laien, neuen Märtyrern und Predigern. Durch eure Leiden möge Russland gestärkt werden“.“

Die Inschrift ist von Löchern im Stein durchsetzt, die an die Einschusslöcher eines großkalibrigen Maschinengewehrs erinnern. Das Denkmal sieht aus, als sei es beschossen worden. Dies war ursprünglich die Hauptidee der Schöpferin des Denkmals.